# Kecamatan Kebayoran Lama
Kecamatan Kebayoran Lama är ett distrikt i Indonesien.   Det ligger i provinsen Jakarta, i den västra delen av landet. Huvudstaden Jakarta ligger i Kecamatan Kebayoran Lama.